# Xerxes (músico)
Xerxes es el nombre artístico de Klaus Lunde, compositor noruego de música electrónica.

## Biografía
Klaus Lunde nació el 7 de mayo de 1973. Desde los 14 años ha estado componiendo melodías mediante secuenciadores y programas de edición de sonido, explorando varios géneros y estilos musicales hasta que en 1996 comienza a componer música electrónica y ambiental.

## Discografía
- The Mirror Formula (2006)

## Curiosidades
- Todas las composiciones de Xerxes se encuentran disponibles de forma gratuita para ser descargadas desde su página web.

- El logotipo de Xerxes es un símbolo industrial de peligrosidad (Xn, Xi - Nocivo, Irritante) ligeramente modificado.